# 湖濱東線
湖濱東線是加拿大安大略省大多伦多地区GO運輸七条通勤鐵路线之一。它从多伦多的联合车站延伸到杜林區的奧沙華車站 。从奧沙華出发的巴士可通往紐卡素、保民鎮和彼得堡等東部社區。
大多数非高峰时段和部分高峰时段列车与湖滨西线直通運行，继续前往奥尔德肖特、西港站或尼亞加拉瀑布城。

## 歷史
湖濱東線是GO運輸營運歷史第二悠久的路線，於1967年5月23日 GO運輸營運的第一天就作为当时统一的湖滨线的一部分开通。
1975 年 12 月 12 日，湖濱東線发生了多倫多公車局和GO運輸歷史上最致命的事故，一辆西行的GO火车与一辆停滞的 TTC 巴士在士嘉堡車站东侧聖卡拉路的平交道处相撞。9名巴士乘客死亡，20人受伤，從而導致该平交道口后来被铁路高架橋取代。
該路線最初沿着CN京士頓線從多倫多聯合車站延伸至皮克靈。在 GO運輸服務通車前，加拿大國家鐵路公司已将其大部分货运业务从市中心转移到位於多倫多北部市郊旺市新建的麥米倫調車場 (MacMillan Yard) 。為了将东部的货运交通输送到调车场，加拿大国家铁路公司在當時還是農田的城市北部建造了新的約克線，將調車場與京士頓線在皮克靈站以西的皮克靈路口連接起來。此舉將京士頓線大部分的車流轉向城市北部，也允許GO運輸開展多倫多聯合車站至皮克靈之間的服務。然而，皮克灵枢纽站以東的京士頓線部分路段仍作为通往滿地可的主线使用，加拿大国家铁路公司因而没有能力在这些路段上允许GO運輸開展鐵路服務。
GO運輸最初計劃用一個名為GO-Urban的計劃來解決這個問題。GO-Urban (後稱GO ALRT) 使用新型电动火车车厢，在皮克靈和位于奧沙華最东端和聲道以東的總站之間在专用路权上行驶。ALRT 原本要沿着加拿大国家铁路线向东行驶至惠特比，然后跨過401號公路，轉為跟隨與該公路北侧平行的CP柏維線。车站将建在皮克靈、亞積士、惠特比、霍普金斯（西奧沙華）、閃高（奧沙華市中心）、奥沙瓦東（史提芬遜）以及最後的和聲道。GO-ALRT於1982年首次被提出，但只在1985 年就因政府更迭而被取消。
最後，湖濱東線沿用本來ALRT的路線到達惠特比，然後繼續沿著CN京士頓線抵達現有的奧沙華GO車站。新线路分段铺设，並於1995年通車。直至2006年12月29日，周末和假日列车仍只以皮克靈為終點站， 但现在全线皆有全年无休的服务。
1993年12 月，GO運輸啟動了湖濱東線向东延伸计划的研究，并于 1994 年獲得批准。 GO運輸的研究确定了是否使用加拿大太平洋铁路或加拿大国家铁路的轨道。
2011 年 3 月 31 日，都市連通购买了皮克靈路口和多倫多聯合車站之间的CN京士頓線 ，並正式完全拥有湖濱東線的全部軌道。
2013 年6月29日起，非高峰时段服务改善至每 30 分钟一班。 2018年9月24日起，平日中午的服务频率再次提升，现为每 15 分钟一班。

## 服務
自2021年9月起，平日每15分鐘一班普通車，周末則每30分钟一班。 
由於多倫多聯合車站和丹佛街車站之間正進行路軌建設，快車服務故而暫停。 

## 车站列表
大多数非高峰时段列车以及一些高峰时段列车在联合车站停靠后會直通運行至湖濱西線。除少数例外，可以从奧沙華前往Aldershot、西港或尼亚加拉瀑布，而無須在聯合車站换乘火车。
| 車站     | 英文名                 | 所在行政區 | 所在行政區 | Connections                                                                             | Notes                  |
| 保民鎮   | Bowmanville            | 杜林區     | 克拉靈頓   | TBD                                                                                     | 規劃車站               |
| 高帝士   | Courtice               | 杜林區     | 克拉靈頓   | TBD                                                                                     | 位於高帝士路的規劃車站 |
| 烈臣路   | Ritson Road            | 杜林區     | 奧沙華     | TBD                                                                                     | 規劃車站               |
| 東芳頓角 | Thornton's Corner East | 杜林區     | 奧沙華     | TBD                                                                                     | 規劃車站               |
| 奧沙華   | Oshawa                 | 杜林區     | 奧沙華     | GO巴士 · 鐵路                                                                           |                        |
| 惠特比   | Whitby                 | 杜林區     | 惠特比     | GO巴士                                                                                  |                        |
| 亞積士   | Ajax                   | 杜林區     | 亞積士     | GO巴士                                                                                  |                        |
| 皮克靈   | Pickering              | 杜林區     | 皮克靈     | GO巴士                                                                                  |                        |
| 紅山     | Rouge Hill             | 多倫多     | 多倫多     |                                                                                         |                        |
| 喬活     | Guildwood              | 多倫多     | 多倫多     | 鐵路                                                                                    |                        |
| 艾靈頓   | Eglinton               | 多倫多     | 多倫多     |                                                                                         |                        |
| 士嘉堡   | Scarborough            | 多倫多     | 多倫多     |                                                                                         |                        |
| 丹佛     | Danforth               | 多倫多     | 多倫多     | 布魯亞-丹佛線 TTC                                                                       |                        |
| 東港     | East Harbor            | 多倫多     | 多倫多     | TBD                                                                                     | 規劃車站               |
| 聯合車站 | Union                  | 多倫多     | 多倫多     | 湖濱西線、巴里線、基秦拿線、史杜夫維爾線、米頓線 · UP快線 · 央街-大學線 · TTC: 509, 510 | 與湖濱西線直通運行     |

## 擴建

### 保民鎮延線

#### 延線描述
保民鎮延線是湖濱東線正在規劃的延伸線，該線长度将近20（12英里）長，並由奧沙華延伸至保民鎮， 并设有 4 个新车站： 東芳頓角 (Thornton's Corner East)、烈臣路 (Ritson Road)、高帝士 (Courtice)和保民鎮 (Bowmanville)。 
該延線從奧沙華車站出發，然后向北轉，在跨過401號公路和加拿大太平洋铁路支线後到達同樣位於奧沙華的東芳頓角车站。在該站後，路線继续向北，延線将在加拿大太平洋铁路公司柏維線南側向東彎曲，並经过烈臣路和高帝士兩站，並以保民鎮為終點。延線大部分路段皆為單線鐵路，烈臣路和高帝士兩站之間則為雙線鐵路，保民鎮車站亦將設有兩條掉頭路軌。 在奧沙華和保民鎮之間，GO運輸列車將在獨立於CP柏維線貨運服務的路線上運行。 
保民鎮延線通車後，在平日1小時會有1班普通車，週末則是2小時一班。 而平日高峰时段的班次則為每30分钟一班普通車。 